# Израильско-украинские отношения
Изра́ильско-украи́нские отноше́ния — международные отношения между Израилем и Украиной. Оба государства признали друг друга de facto 11 мая 1949 года (как УкрССР), а de jure дипломатические отношения были установлены 26 декабря 1991 года (после обретения Украиной независимости). Посольство Израиля на Украине расположено в Киеве. Посольство Украины в Израиле расположено в Тель-Авиве. В 2008—2014 годах работало генеральное консульство Украины в Хайфе. В 2022 году было открыто консульство Украины в Иерусалиме.

## Базовые факторы двусторонних отношений

### Наличие диаспор
На Украине имеется еврейская община, чья численность, на март 2022, согласно данным Института еврейских политических исследований, составляла 40 000 человек, идентифицирующих себя как евреев; число же лиц, подпадающих под действие израильского Закона о возвращении, достигало 200 000. В то же время в Израиле, по данным МИД Украины, проживает около 30 000 лиц, идентифицирующих себя как украинцы.

### История и памятные места
Ряд важных событий в истории еврейского народа произошли на Украине, включая акты массового истребления евреев во время восстания Богдана Хмельницкого (1648—1657), Уманской резни (1768), погромов во время Гражданской войны (1918—1922). Страна также важна евреям как место событий Холокоста на Украине (1941—1944); в частности, на её территории находится Бабий Яр.
На Украине находятся могилы цадиков (святых), почитаемых евреями-хасидами: в Меджибоже — могила Баал-Шем-Това (1698—1760), в Умани — могила рабби Нахмана из Бреслава (1772—1810), ставшая местом паломничества множества хасидов (см. Паломничество хасидов в Умань).
В то же время Израиль и Западный берег реки Иордан (Иудея и Самария) богаты местами, имеющими отношение к истории христианства. Это особенно верно в отношении Иерусалима, где находится много христианских и, в частности, православных святынь.

### Туризм и авиасообщение
Специальные туристические программы для евреев и израильтян, разработанные в сотрудничестве с муниципалитетом Львова и администрацией области, включают в себя посещение еврейских мемориальных мест и архитектурных памятников. В мае 2015 года авиакомпания МАУ открыла прямые регулярные рейсы из Львова в Тель-Авив дважды в неделю.

## История взаимоотношений

### Между Первой и Второй мировыми войнами
В период Интербеллума имели место контакты между Правительством Украинской Народной Республики (УНР) в изгнании и представителями Всемирной сионистской организации (ВСО). Правительство УНР официально приветствовало 12-й Всемирный сионистский конгресс, проходивший в Карловых Варах в сентябре 1921 года. Во время него членом руководства ВСО и организатором Еврейского легиона Владимиром Жаботинским, и главой дипломатической миссии УНР в Чехословакии Максимом Славинским было подписано соглашение о создании при Украинской армии еврейской жандармерии. Не принимая участия в боевых действиях, она должна была охранять еврейское население Украины от возможных погромов в период планировавшегося военного похода армии УНР на Советскую Украину. Для комплектования жандармерии предполагалась отдельная от ВСО организация (вероятно, её главой должен был стать Зиновий Тёмкин). Финансирование должно было осуществляться сначала данной структурой, а после перехода украинской границы — Правительством УНР. Приём коммунистов в состав еврейской жандармерии был запрещён. Соглашение так и не было реализовано из-за краха попыток УНР организовать борьбу против большевиков.

### 1991—2022 годы
После российской аннексии Крыма в марте 2014 года, Израиль не принял участие в голосовании в ООН за резолюцию, осуждающую аннексию; США выразили удивление этому шагу. Израильское правительство сослалось на забастовку чиновников как причину неявки на голосование. Позже премьер-министр Израиля Биньямин Нетаньяху отказался осудить аннексию Крыма.
В декабре 2016 года Украина как непостоянный член Совбеза ООН проголосовала за резолюцию № 2334, осудившую строительство Израилем поселений на Западном берегу реки Иордан. Украинский МИД счёл резолюцию сбалансированной, поскольку она также призвала палестинскую сторону бороться с терроризмом. МИД Украины также сравнил заселение Израилем Западного берега с аннексией Россией Крыма. В ответ Израиль отменил запланированный визит украинского премьер-министра.

### После вторжения России на Украину в 2022 году
В феврале 2022, во время завершающей стадии подготовки России ко вторжению, посол Украины в Израиле обвинил министра иностранных дел Израиля Яира Лапида в повторении «российской пропаганды». МИД Израиля вызвало посла Украины и выразило ему осуждение.
Когда Россия вторглась в Украину 24 февраля 2022 года, израильские министр иностранных дел Лапид и премьер-министр Нафтали Бенет выразили поддержку Украине и её территориальной целостности, осудив вторжение как «нарушение миропорядка», но не назвав при этом Россию по имени. Израиль предложил украинцам гуманитарную помощь, а также поддержку для евреев, желающих выехать с её территории.
25 февраля 2022 года, со слов украинского посла в Израиле, президент Украины Владимир Зеленский попросил израильского премьер-министра Нафтали Бенета выступить посредником в переговорах по войне. 5 марта Бенет вылетел в Москву и провёл трёхчасовую встречу с Путиным по войне в Украине, после чего переговорил с Зеленским по телефону. В числе прочих вопросов, обсуждавшихся в Кремле, Бенет затронул проблему украинской еврейской общины во время войны. Посреднические усилия Бенета не смогли остановить войну.
Израиль не поддержал резолюцию Совбеза ООН, осуждающую российское вторжение (на которую Россия в итоге наложила вето); США выразили разочарование. Через несколько дней Израиль проголосовал за резолюцию, осуждающую вторжение.
11 марта 2022 года посол Украины Евгений Корнийчук призвал Израиль ввести санкции против России, принять больше украинских беженцев, и поставить Украине защитные вооружения. В своей речи перед Верховной радой 20 марта Зеленский осудил Израиль, спрашивая, почему он не направляет в Украину системы ПВО и не осуждает Россию за вторжение. Лапид ответил, что Израиль поможет украинскому народу, «насколько это возможно», продолжая поставлять гуманитарную помощь. 3 июля Израиль снял ограничения на количество принимаемых им украинских беженцев. Зеленский приветствовал это решение. Около 15 000 украинских беженцев нашли убежище в Израиле.
В октябре 2022 года, после серии российских ракетных ударов по украинской энергосистеме, Зеленский вновь подверг Израиль критике за отказ поставить системы ПВО. Однако вскоре он отметил улучшение двухсторонних отношений в связи с началом обмена разведданными об иранских дронах, используемых Россией.
В ноябре 2022 года Украина поддержала резолюцию ООН, призывающую Международный суд ООН расследовать «продолжающуюся оккупацию, поселенческую деятельность и аннексию палестинской территории» Израилем. В ответ Израиль вызвал украинского посла и, в качестве «явно ответной меры», не поддержал резолюцию ООН, призывающую Россию к выплате репараций за вторжение в Украину.
С мая 2023 в Киеве начала работать изготовленная Израилем система оповещения о ракетных обстрелах. Украинский посол в Израиле Корнийчук поблагодарил за это премьер-министра Израиля Биньямина Нетаньяху. Израиль по-прежнему не поставляет Украине систем ПВО, но предоставил защитное снаряжение и оборудование для сбора разведданых. Израиль указал на риски, связанные с возможным захватом системы «Железный купол» российской стороной, в результате чего система могла бы попасть в руки Ирана и подвергнуться реверс-инжинирингу.

## Государственные визиты
Президент Украины Пётр Порошенко совершил государственный визит в Израиль 22 декабря 2015 года, во время которого встретился с израильским президентом Реувеном Ривлином и премьер-министром Биньямином Нетаньяху, а также выступил в Кнессете. Ривлин посетил Украину с ответным визитом в сентябре 2016 года. В июне 2018 года Израиль посетил глава украинского МИДа Павел Климкин. В рамках визита он встретился с израильским премьером Нетаньяху, с которым обсудил «актуальные международные вопросы». Кроме того, Климкин нанёс визит патриарху Иерусалимскому Феофилу III.
В январе 2019 года украинский президент Порошенко прибыл в Израиль с официальным визитом для подписания соглашения о свободной торговле между двумя странами. Порошенко сопровождали министр экономического развития и торговли Степан Кубив, министр обороны Степан Полторак и другие высокопоставленные чиновники, а также представители Православной церкви Украины. В рамках визита Порошенко встретился с премьер-министром Биньямином Нетаньяху, президентом Израиля Реувеном Ривлиным, а также спикером Кнессета Юлием Эдельштейном.
Израильский премьер Биньямин Нетаньяху посетил Украину в августе 2019 года с официальным визитом. По итогам переговоров с украинским президентом Владимиром Зеленским был подписан ряд документов: меморандум о сотрудничестве в области сельского хозяйства, соглашение о содействии изучению языка иврит в учебных заведениях Украины и изучению украинского языка в учебных заведениях государства Израиль, программа сотрудничества в области образования, культуры, молодёжи и спорта на 2019—2022 годы, меморандум о взаимопонимании между министерством экономического развития и торговли Украины и израильским патентным ведомством министерства юстиции государства Израиль.

## Экономические отношения
В 2012 году двусторонний оборот между странами составил 1,3 млрд долларов, продемонстрировав рост на 49,1 % по сравнению с 2011 годом.

Общий экспорт украинских товаров в Израиль составил 922,5 млн долл. (в том числе 796,4 млн долл. — товары и 126,1 млн долл. — услуги); импорт из Израиля достиг 364,2 млн долл. (из этой суммы 266,8 млн долл. приходится на товары и 97,4 млн долл. — на услуги).
Главным продуктом экспорта с Украины в Израиль в 2012 году были: зерно (50,6 %), недрагоценные металлы (18,2 %), самолёты (6,9 %), отходы пищевой промышленности (5,8 %), семена масличных культур и масличные плоды (3,3 %), жиры и масла животного и растительного происхождения (1,5 %), электромеханика (1,2 %), ядерные реакторы, бойлеры, машинное оборудование (1,1 %). Главными предметами израильского импорта на Украину в 2012 году были минеральное топливо, минеральные масла и продукты их дистилляции (42,4 %), различные химические продукты (9,0 %), пластик (7,0 %), товары, приобретённые в портах (5,5 %), фармацевтическая продукция (4,8 %), электромеханика (4,4 %), ядерные реакторы, бойлеры и машинное оборудование (4,1 %), плоды и орехи (3,1 %), оптическое оборудование: фотооборудование (2,2 %), мыла: органические ПАВ (1,9 %), синтетические или искусственные (1,7 %), овощи (1,6 %), эфирные масла (1,5 %).
Израильская администрация иностранной торговли при Министерстве экономики имеет экономическое и торговое представительство в Киеве. Главная цель его — развитие торговли и экспорта путём расширения присутствия израильской промышленности на украинском рынке, поддержка индивидуальных экспортёров в маркетинговой деятельности на Украине, привлечение инвестиций и расширение стратегических связей с Украиной, знакомство украинских бизнесменов с израильской промышленностью и экономикой, помощь в решении проблем, встающих перед израильскими компаниями, работающими на Украине. Атташе по экономическим вопросам на Украине — Элизабет Соловьев.
Почётный консул Израиля на Западной Украине, Олег Вишняков, основал меж-министерский комитет украино-израильской торговли и экономического сотрудничества, а также инициировал экономический бизнес-форум, который прошёл в ноябре 2015 года в Киеве. В программе форума приняли участие ведущие разработчики в области промышленности и торговли двух государств.
В 2017 году импорт украинских товаров в Израиле составил $605 млн.
В марте 2017 года в Тель-Авиве прошёл пятый раунд переговоров между Украиной и Израилем по соглашению о свободной торговле. Шестой раунд прошёл в июле того же года в Киеве. На то время Израиль занимал 22 место в списке торговых партнёров Украины, сумма товарооборота между двумя странами составляла $367 млн в год. В марте 2018 года было объявлено об успешном окончании переговоров. По данным СМИ в 2017 году товарооборот между странами составил 880 млн долл. США, из которых 125 млн долл. составил израильский экспорт. Соглашение о свободной торговле предполагает увеличение товарооборота на 15 % в течение следующих 5 лет. В ноябре 2018 года правительство Украины утвердило соглашение о свободной торговле с Израилем. Оно должно быть ратифицировано до конца года и вступить в силу в 2019 году.
В начале ноября 2018 года израильская организация МАШАВ в рамках Украинского проекта бизнес-развития плодоовощеводства (UHBDP) провела занятия с группами украинских фермеров на тему: «Информационно-коммуникационные технологии в развитии малого и среднего бизнеса».
В январе 2019 года было подписано соглашение о свободной торговле между странами. На конец 2018 года товарооборот между двумя странами составлял $1 млрд, планируется, что он вырастет вдвое за 5 лет после подписания соглашения. Объёмы экономического сотрудничества должны вырасти на 15 %. На начало 2019 года основные статьи украинского экспорта в Израиль — зерновые (46,5 %), металлы (25,9 %), оливки, продукты питания, древесные изделия, нефтепродукты. Израиль поставляет на Украину химикаты (39,8 %), минеральное топливо и нефтепродукты (9,2 %), пластмассы и полимеры, оборудование для ядерного реактора, станки и медикаменты.

## Сотрудничество в военной сфере
В октябре 2018 года несколько израильских лётчиков приняли участие в проходивших на Украине учениях «Открытое небо». Они получили возможность испытать работу зенитных ракетных комплексов С-300.
В 2018 году Израиль приобрёл у Украины станцию пассивной радиотехнической разведки «Кольчуга-М» для учений израильских ВВС.

## Туризм, авиасообщение и визовый режим
В июле 2010 года министры иностранных дел двух стран подписали соглашение о безвизовом режиме между Израилем и Украиной. Оно вступило в силу 9 февраля 2011 года, и с тех пор украинцы и израильтяне могут въезжать на территорию, путешествовать по стране или оставаться в Израиле/Украине без необходимости получать визы на срок до 90 дней (за период 180 дней, полгода).
Украинский президент Пётр Порошенко заявил в сентябре 2016 года, что благодаря безвизовому режиму с Израилем, туристический поток между странами увеличился в десять раз.
В июле 2022 г. Высший суд справедливости (БАГАЦ) Израиля отменил приказ министра внутренних дел Айелет Шакед, который обязывал граждан Украины получать визы для въезда в Израиль; согласно решению, теперь украинцам не нужна виза для посещения Израиля сроком до трех месяцев. Позднее, из-за возросшего потока беженцев, въезжающие из Украины стали обязаны получить предварительное разрешение, доказав, что подпадают под определённые критерии (прежде всего это наличие в Израиле родственников либо поручителей).
В августе 2023 г. Киев озвучил вероятность отмены безвизового режима с Израилем из-за «недружественных действий в отношении Украины и пророссийской позиции на международной арене», на фоне «продолжающегося дипломатического противостояния из-за отношения к туристам из этих стран» (примерно 10 % украинских туристов выдворяют из Израиля без объяснения причин, отмена бесплатного медицинское обслуживания  беженцев из Украины).

## Нелегальная иммиграция
В июне 2017 года глава МВД Израиля Арье Дери выступая на комиссии Кнессета по внутренним делам заявил, что на этот момент в стране нелегально находятся 79 000 граждан Украины и Грузии (вдвое больше числа нелегальных иммигрантов из стран Африки). По заявлению министра, въезжая в страну без необходимости оформлять туристическую визу, туристы подают прошение о предоставлении убежища и с этого момента по международному гуманитарному праву они не могут быть депортированы из Израиля. Ранее Грузия была признана израильским судом страной, в которой её гражданам не угрожает опасность, поэтому заявления о предоставлении убежища от граждан Грузии в Израиле будут отклоняться. Кроме того, в Грузии ведётся разъяснительная кампания, рассказывающая, что обещания о предоставлении убежища в Израиле как правило исходят от мошенников. Дери заявил, что МИД и министерство юстиции Израиля должны начать такую же кампанию и на Украине.
В феврале-марте 2019 года разгорелся дипломатический скандал, после того как возросло число отказов во въезде в Израиль граждан Украины. В свою очередь израильские туристы столкнулись с отказом во въезде на территорию Украины в аэропорту «Борисполь». В некоторых случаях в аэропорт приезжали представители израильского посольства в Киеве. Также проводились консультации между дипломатическими ведомствами двух стран. Украинский МИД даже заявил о возможности отмены безвизового режима. По этому поводу готовится проведение двусторонних дипломатических консультаций.

## Голосования в ООН
12.11.2022 Украина на голосовании в ООН поддержала предложение Палестины о направлении в Международный суд ООН в Гааге запроса о правовом статусе длительной оккупации, заселения и аннексии Израилем палестинской территории, оккупированной с 1967 года. Официальные лица Израиля осудили этот недружественный шаг.

## Инциденты
- Рейс 1812 а/к «Сибирь» — 4 октября 2001 года Украина непредумышленно сбила самолёт, летевший из Тель-Авива, погибло 40 израильтян и 38 россиян.
- Похищение Дирара Абу Сееси[англ.]